# Do I Wanna Know?
Do I Wanna Know? – singiel brytyjskiego zespołu indierockowego Arctic Monkeys pochodzący z piątego albumu studyjnego „AM”.
Wydany 19 czerwca 2013 roku w formie Digital download. Płyta winylowa 7" została wydana 22 lipca 2013 roku z utworem zatytułowanym „2013” na stronie B.
Utwór „Do I Wanna Know?” miał swoją premierę 22 maja 2013 roku w Venturze w stanie Kalifornia, podczas pierwszego koncertu trasy AM Tour, promującej album AM. Piosenka jest grana na rozpoczęciu koncertów.

## Kompozycja
Riffy gitarowe są bardzo podobne do utworu „R U Mine?” z 2012 roku, lecz cały utwór ma wolniejsze tempo. Piosenka kontynuuje brzmienie przedstawione w poprzednim albumie „Suck It and See”. Podczas koncertów gitarzysta Alex Turner używa dwunastostrunowej gitary elektrycznej.

## Teledysk
Teledysk do utworu „Do I Wanna Know?” został wyreżyserowany przez Davida Wilsona z udziałem agencji animacyjnej Blinkink. Został opublikowany 18 czerwca 2013 roku w serwisie YouTube.

## Lista utworów
Digital download
| Nr | Tytuł utworu       | Długość |
| -- | ------------------ | ------- |
| 1. | „Do I Wanna Know?” | 4:33    |

7"
| Nr | Tytuł utworu       | Długość |
| -- | ------------------ | ------- |
| 1. | „Do I Wanna Know?” | 4:33    |
| 2. | „2013”             | 2:26    |

## Skład personalny
- Alex Turner – wokal, słowa, gitara, gitara dwunastostrunowa w „Do I Wanna Know?”
- Jamie Cook – gitara
- Nick O’Malley – gitara basowa, wokal
- Matt Helders – perkusja, wokal
- James Ford – keyboard w „2013”, produkcja „Do I Wanna Know?” i „2013”
- Ross Orton – produkcja „Do I Wanna Know?”, współprodukcja „2013”
- Ian Shea – inżynier
- Tchad Blake – miksowanie w walijskim Full Mongrel Studios
- Brian Lucey – mastering w Magic Garden Mastering

## Listy przebojów
Utwór zadebiutował na brytyjskiej liście UK Singles Chart na 11 pozycji, będąc tym samym najwyżej notowanym singlem grupy od czasu wydania „Fluorescent Adolescent” w 2007 roku.
| Lista                                        | Najwyższa pozycja   |
| -------------------------------------------- | ------------------- |
| Australia (Top 50 Singles)                   | 37                  |
| Belgia (Ultratop 50 Singles (Walonia))       | 33                  |
| Belgia (Ultratop 50 (Flandria))              | 35                  |
| Francja (SNEP)                               | 89                  |
| Irlandia (IRMA)                              | 14                  |
| Izrael (Media Forest)                        | 10                  |
| Holandia (Mega Single Top 100)               | 62                  |
| Szkocja (The Official Charts Company)        | 12                  |
| Wielka Brytania (UK Singles Chart)           | 11                  |
| Wielka Brytania (UK Indie Chart)             | 2                   |
| Polska (Lista Przebojów Programu Trzeciego)  | 4                   |
| Polska (NRD – Najlepsza Rockowa Dwudziestka) | 1 (9 sierpnia 2013) |

## Certyfikaty sprzedaży
| Kraj                     | Status     | Sprzedaż   |
| ------------------------ | ---------- | ---------- |
| Australia (ARIA)         | Złoto      | 35 000+    |
| Stany Zjednoczone (RIAA) | Platyna    | 1 000 000+ |
| Wenezuela (APFV)         | Złoto      | 5 000+     |
| Wielka Brytania (BPI)    | 2x Platyna | 1 200 000+ |
| Włochy (FIMI)            | 2x Platyna | 60 000+    |